# Liste der Auszeichnungen der Sängerin Demi Lovato
Diese Liste ist eine Übersicht über die Auszeichnungen und Nominierungen der US-amerikanischen Sängerin und Schauspielerin Demi Lovato.

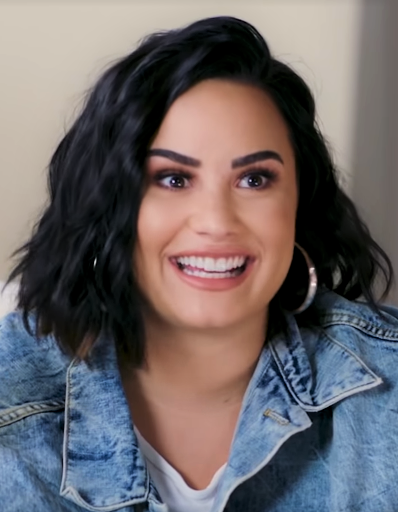
Demi Lovato (2020)

## ALMA Awards
| Jahr | Kategorie                                      | für                         | Resultat  |
| ---- | ---------------------------------------------- | --------------------------- | --------- |
| 2009 | Best of the Year in Music                      | Demi Lovato                 | Nominiert |
| 2011 | Favorite TV Actress – Leading Role in a Comedy | Demi Lovato in Sonny Munroe | Gewonnen  |
| 2012 | Favorite Female Music Artist                   | Demi Lovato                 | Nominiert |

## American Music Awards
| Jahr | Kategorie              | für         | Resultat  |
| ---- | ---------------------- | ----------- | --------- |
| 2018 | Favorite Social Artist | Demi Lovato | Nominiert |

## American Partnership For Eosinophilic Disorders
| Jahr | Kategorie                        | für         | Resultat | Ref   |
| ---- | -------------------------------- | ----------- | -------- | ----- |
| 2009 | Honorary Ambassador of Education | Demi Lovato | Gewonnen | [ 5 ] |

## ASCAP Pop Music Awards
| Jahr | Kategorie            | für                 | Resultat |
| ---- | -------------------- | ------------------- | -------- |
| 2016 | Most Performed Songs | Cool for the Summer | Gewonnen |
| 2018 | Award Winning Songs  | No Promises         | Gewonnen |
| 2018 | Award Winning Songs  | Sorry Not Sorry     | Gewonnen |
| 2019 | Award Winning Songs  | Sorry Not Sorry     | Gewonnen |

## ARIA Awards
| Jahr | Kategorie          | für                                     | Resultat   |
| ---- | ------------------ | --------------------------------------- | ---------- |
| 2021 | Single of the Year | What Other People Say (mit Sam Fischer) | Ausstehend |

## Billboard Awards

### Billboard Latin Music Awards
| Jahr | Kategorie                    | für                              | Resultat  |
| ---- | ---------------------------- | -------------------------------- | --------- |
| 2019 | Latin Pop Song of the Year   | Échame la culpa (mit Luis Fonsi) | Nominiert |
| 2019 | Crossover Artist of the Year | Demi Lovato                      | Nominiert |

### Billboard Music Awards
| Jahr | Kategorie                 | für                           | Resultat  |
| ---- | ------------------------- | ----------------------------- | --------- |
| 2016 | Top Social Media Artist   | Demi Lovato                   | Nominiert |
| 2018 | Top Social Media Artist   | Demi Lovato                   | Nominiert |
| 2018 | Top Female Artist         | Demi Lovato                   | Nominiert |
| 2018 | Top Dance/Electronic Song | No Promises (mit Cheat Codes) | Nominiert |

### Billboard Touring Awards
| Jahr | Kategorie                           | für                  | Resultat  |
| ---- | ----------------------------------- | -------------------- | --------- |
| 2012 | Concert Marketing & Promotion Award | Demi Lovato/Hallmark | Nominiert |

### Billboard Women in Music
| Jahr | Kategorie         | für         | Resultat |
| ---- | ----------------- | ----------- | -------- |
| 2015 | Rulebreaker Award | Demi Lovato | Gewonnen |

## BMI Pop Awards
| Jahr | Kategorie           | für                 | Resultat |
| ---- | ------------------- | ------------------- | -------- |
| 2014 | Award Winning Songs | Heart Attack        | Gewonnen |
| 2015 | Award Winning Songs | Neon Lights         | Gewonnen |
| 2019 | Award Winning Songs | Sorry Not Sorry     | Gewonnen |
| 2019 | Award Winning Songs | Tell Me You Love Me | Gewonnen |

## Bravo Otto
| Jahr | Kategorie             | für         | Resultat  |
| ---- | --------------------- | ----------- | --------- |
| 2014 | Künstlerin des Jahres | Demi Lovato | Nominiert |

## BreakTudo Awards
| Jahr | Kategorie                   | für                                   | Resultat  |
| ---- | --------------------------- | ------------------------------------- | --------- |
| 2017 | International Female Artist | Demi Lovato                           | Gewonnen  |
| 2018 | International Female Artist | Demi Lovato                           | Nominiert |
| 2018 | Best Fandom                 | Demi Lovato                           | Nominiert |
| 2018 | Video of the Year           | Fall in Line (mit Christina Aguilera) | Nominiert |
| 2018 | Best Collaboration          | Solo (mit Clean Bandit)               | Gewonnen  |
| 2020 | Collaboration of the Year   | I’m Ready (mit Sam Smith)             | Nominiert |

## Brent Shapiro Foundation
| Jahr | Kategorie                | für         | Resultat |
| ---- | ------------------------ | ----------- | -------- |
| 2017 | Spirit of Sobriety Award | Demi Lovato | Gewonnen |

## BRIT Awards
| Jahr | Kategorie      | für                     | Resultat  |
| ---- | -------------- | ----------------------- | --------- |
| 2016 | British Single | Up (mit Olly Murs)      | Nominiert |
| 2019 | British Single | Solo (mit Clean Bandit) | Nominiert |
| 2019 | British Video  | Solo (mit Clean Bandit) | Nominiert |

## British LGBT Awards
| Jahr | Kategorie          | für         | Resultat  |
| ---- | ------------------ | ----------- | --------- |
| 2018 | LGBT+ Celebrity    | Demi Lovato | Nominiert |
| 2019 | LGBT+ Music Artist | Demi Lovato | Nominiert |

## Do Something Awards
| Jahr | Kategorie    | für                         | Resultat  |
| ---- | ------------ | --------------------------- | --------- |
| 2011 | TV Star      | Demi Lovato in Sonny Munroe | Nominiert |
| 2011 | Charity Song | Make a Wave (mit Joe Jonas) | Gewonnen  |

## El Premio ASCAP
| Jahr | Kategorie           | für                              | Resultat |
| ---- | ------------------- | -------------------------------- | -------- |
| 2019 | Award Winning Songs | Échame la culpa (mit Luis Fonsi) | Gewonnen |

## Fanta Irresistible Awards
| Jahr | Kategorie                                      | für                     | Resultat | Ref    |
| ---- | ---------------------------------------------- | ----------------------- | -------- | ------ |
| 2012 | La Canción para Ringtone más Irresistible      | Give Your Heart a Break | Gewonnen | [ 29 ] |
| 2012 | El Artista más Irresistible                    | Demi Lovato             | Gewonnen | [ 29 ] |
| 2012 | Sería Irresistible ser Amigo en Facebook de... | Demi Lovato             | Gewonnen | [ 29 ] |

## GLAAD Media Awards
| Jahr | Kategorie      | für         | Resultat |
| ---- | -------------- | ----------- | -------- |
| 2016 | Vanguard Award | Demi Lovato | Gewonnen |

## Glamour Awards
| Jahr | Kategorie                          | für                         | Resultat  |
| ---- | ---------------------------------- | --------------------------- | --------- |
| 2014 | TV Personality                     | Demi Lovato in The X Factor | Nominiert |
| 2016 | International Musician/Solo Artist | Demi Lovato                 | Nominiert |
| 2017 | International Music Act            | Demi Lovato                 | Nominiert |

## Grammy Awards
| Jahr | Kategorie                      | für                                   | Resultat  |
| ---- | ------------------------------ | ------------------------------------- | --------- |
| 2017 | Best Pop Vocal Album           | Confident                             | Nominiert |
| 2019 | Best Pop Duo/Group Performance | Fall in Line (mit Christina Aguilera) | Nominiert |

## Guinness World Records
| Jahr | Kategorie               | für         | Resultat |
| ---- | ----------------------- | ----------- | -------- |
| 2014 | Youngest X Factor Judge | Demi Lovato | Gewonnen |

## Heat Latin Music Awards
| Jahr | Kategorie  | für                              | Resultat  |
| ---- | ---------- | -------------------------------- | --------- |
| 2019 | Best Video | Échame la culpa (mit Luis Fonsi) | Nominiert |

## Hollywood Music in Media Awards
| Jahr | Kategorie                     | für                   | Resultat |
| ---- | ----------------------------- | --------------------- | -------- |
| 2017 | Original Song – Animated Film | Confident (Ballerina) | Gewonnen |

## iHeartRadio Music Awards
| Jahr | Kategorie              | für                              | Resultat   |
| ---- | ---------------------- | -------------------------------- | ---------- |
| 2014 | Best Fan Army          | Lovatics                         | Nominiert  |
| 2016 | Best Cover Song        | Hello – Adele                    | Nominiert  |
| 2016 | Best Fan Army          | Lovatics                         | Nominiert  |
| 2017 | Best Fan Army          | Lovatics                         | Nominiert  |
| 2018 | Best Fan Army          | Lovatics                         | Nominiert  |
| 2018 | Cutest Musician’s Pet  | Batman                           | Nominiert  |
| 2018 | Dance Song of the Year | No Promises (mit Cheat Codes)    | Nominiert  |
| 2018 | Best Music Video       | Sorry Not Sorry                  | Nominiert  |
| 2019 | Latin Song of the Year | Échame la culpa (mit Luis Fonsi) | Nominiert  |
| 2019 | Titanium Award         | Sorry Not Sorry                  | Gewonnen   |
| 2022 | Best Cover Song        | I’m Still Standing — Elton John  | Ausstehend |

## InStyle Awards
| Jahr | Kategorie            | für         | Resultat |
| ---- | -------------------- | ----------- | -------- |
| 2017 | Advocate of the Year | Demi Lovato | Gewonnen |

## Latin American Music Awards
| Jahr | Kategorie                 | für                              | Resultat  |
| ---- | ------------------------- | -------------------------------- | --------- |
| 2015 | Favorite Crossover Artist | Demi Lovato                      | Gewonnen  |
| 2018 | Favorite Crossover Artist | Demi Lovato                      | Nominiert |
| 2018 | Song of the Year          | Échame la culpa (mit Luis Fonsi) | Gewonnen  |
| 2018 | Favorite Song – Pop       | Échame la culpa (mit Luis Fonsi) | Nominiert |

## Lunas del Auditorio
| Jahr | Kategorie               | für         | Resultat  |
| ---- | ----------------------- | ----------- | --------- |
| 2014 | Pop in Foreign Language | Demi Lovato | Nominiert |
| 2017 | Pop in Foreign Language | Demi Lovato | Nominiert |

## Meus Prêmios Nick
| Jahr | Kategorie                                         | für             | Resultat  |
| ---- | ------------------------------------------------- | --------------- | --------- |
| 2013 | Favorite International Artist                     | Demi Lovato     | Gewonnen  |
| 2014 | Favorite International Artist                     | Demi Lovato     | Gewonnen  |
| 2014 | Favorite Fans                                     | Lovatics        | Nominiert |
| 2015 | Favorite International Artist                     | Demi Lovato     | Nominiert |
| 2016 | Favorite International Artist                     | Demi Lovato     | Nominiert |
| 2017 | Favorite International Show of the Year in Brazil | Demi Lovato     | Nominiert |
| 2017 | Favorite International Music Video                | Sorry Not Sorry | Gewonnen  |

## MTV Awards

### MTV Europe Music Awards
| Jahr | Kategorie          | für                       | Resultat   | Ref    |
| ---- | ------------------ | ------------------------- | ---------- | ------ |
| 2017 | Best Pop           | Demi Lovato               | Nominiert  | [ 55 ] |
| 2020 | Video for Good     | I Love Me                 | Nominiert  | [ 56 ] |
| 2020 | Best Collaboration | I’m Ready (mit Sam Smith) | Nominiert  |        |
| 2021 | Video for Good     | Dancing with the Devil    | Ausstehend | [ 57 ] |

### MTV Video Music Awards
| Jahr | Kategorie                 | für                                | Resultat  | Ref    |
| ---- | ------------------------- | ---------------------------------- | --------- | ------ |
| 2012 | Best Video with a Message | Skyscraper                         | Gewonnen  | [ 58 ] |
| 2013 | Best Female Video         | Heart Attack                       | Nominiert | [ 59 ] |
| 2014 | Best Lyric Video          | Really Don’t Care (mit Cher Lloyd) | Nominiert | [ 60 ] |
| 2015 | Song of the Summer        | Cool for the Summer                | Nominiert | [ 61 ] |
| 2016 | Best Rock Video           | Irresistible (mit Fall Out Boy)    | Nominiert | [ 62 ] |
| 2017 | Song of the Summer        | Sorry Not Sorry                    | Nominiert | [ 63 ] |
| 2018 | Best Pop                  | Sorry Not Sorry                    | Nominiert | [ 64 ] |
| 2018 | Best Latin                | Échame la culpa (mit Luis Fonsi)   | Nominiert | [ 64 ] |
| 2019 | Best Dance                | Solo (mit Clean Bandit)            | Nominiert | [ 65 ] |
| 2020 | Best Visual Effects       | I Love Me                          | Nominiert | [ 66 ] |
| 2020 | Video for Good            | I Love Me                          | Nominiert | [ 66 ] |
| 2021 | Video for Good            | Dancing with the Devil             | Nominiert | [ 67 ] |

### MTV Movie Awards
| Jahr | Kategorie              | für                                           | Resultat  | Ref    |
| ---- | ---------------------- | --------------------------------------------- | --------- | ------ |
| 2017 | Trending               | Wheel of Musical Impressions with Demi Lovato | Nominiert | [ 68 ] |
| 2018 | Best Music Documentary | Demi Lovato: Simply Complicated               | Nominiert | [ 69 ] |
| 2021 | Best Music Documentary | Demi Lovato: Dancing with the Devil           | Nominiert | [ 70 ] |

### MTV Italian Music Awards
| Jahr | Kategorie     | für         | Resultat  | Ref |
| ---- | ------------- | ----------- | --------- | --- |
| 2015 | Best Twitstar | Demi Lovato | Gewonnen  |     |
| 2015 | Artist Saga   | Demi Lovato | Nominiert |     |

### MTV Millennial Awards
| Jahr | Kategorie                  | für                              | Resultat  | Ref    |
| ---- | -------------------------- | -------------------------------- | --------- | ------ |
| 2014 | Global Superstar Instagram | Demi Lovato                      | Nominiert | [ 71 ] |
| 2016 | Collaboration of the Year  | Irresistible (mit Fall Out Boy)  | Gewonnen  | [ 72 ] |
| 2018 | Hit of the Year            | Échame la culpa (mit Luis Fonsi) | Nominiert | [ 73 ] |
| 2018 | Global Instagrammer        | Demi Lovato                      | Nominiert | [ 73 ] |
| 2018 | Fandom 2018                | Lovatics                         | Nominiert | [ 73 ] |
| 2018 | Global Hit of the Year     | Sorry Not Sorry                  | Nominiert | [ 73 ] |

### MTV Millennial Awards Brazil
| Jahr | Kategorie                   | für                       | Resultat  | Ref    |
| ---- | --------------------------- | ------------------------- | --------- | ------ |
| 2018 | Pet of the Year             | Batman                    | Nominiert | [ 74 ] |
| 2018 | Fandom of the Year          | Lovatics                  | Nominiert | [ 74 ] |
| 2020 | Global Hit                  | I Love Me                 | Nominiert | [ 75 ] |
| 2020 | International Collaboration | I’m Ready (mit Sam Smith) | Nominiert | [ 75 ] |

## MuchMusic Video Awards
| Jahr | Kategorie                                | für          | Resultat  |
| ---- | ---------------------------------------- | ------------ | --------- |
| 2013 | International Video of the Year – Artist | Heart Attack | Gewonnen  |
| 2013 | Your Fave International Artist           | Demi Lovato  | Nominiert |

## MYX Music Awards
| Jahr | Kategorie                    | für          | Resultat  |
| ---- | ---------------------------- | ------------ | --------- |
| 2014 | Favorite International Video | Heart Attack | Nominiert |

## Nickelodeon Kids’ Choice Awards

### Nickelodeon Kids’ Choice Awards
| Jahr | Kategorie              | für         | Resultat | Ref    |
| ---- | ---------------------- | ----------- | -------- | ------ |
| 2018 | Favorite Female Artist | Demi Lovato | Gewonnen | [ 78 ] |

### Nickelodeon Argentina Kids’ Choice Awards
| Jahr | Kategorie    | für                              | Resultat  | Ref    |
| ---- | ------------ | -------------------------------- | --------- | ------ |
| 2018 | Favorite Hit | Échame la culpa (mit Luis Fonsi) | Nominiert | [ 79 ] |

### Nickelodeon Australian Kids’ Choice Awards
| Jahr | Kategorie                     | für         | Resultat  | Ref    |
| ---- | ----------------------------- | ----------- | --------- | ------ |
| 2009 | Favorite International Singer | Demi Lovato | Nominiert | [ 80 ] |

### Nickelodeon Colombia Kids’ Choice Awards
| Jahr | Kategorie                              | für         | Resultat  | Ref    |
| ---- | -------------------------------------- | ----------- | --------- | ------ |
| 2016 | Favorite International Artist or Group | Demi Lovato | Nominiert | [ 81 ] |

### Nickelodeon Mexico Kids’ Choice Awards
| Jahr | Kategorie     | für                              | Resultat  | Ref    |
| ---- | ------------- | -------------------------------- | --------- | ------ |
| 2018 | Favorite Feat | Échame la culpa (mit Luis Fonsi) | Nominiert | [ 82 ] |

## Open Mind Gala
| Jahr | Kategorie                 | für         | Resultat |
| ---- | ------------------------- | ----------- | -------- |
| 2017 | Artistic Award of Courage | Demi Lovato | Gewonnen |

## People’s Choice Awards
| Jahr | Kategorie                      | für                                 | Resultat   | Ref    |
| ---- | ------------------------------ | ----------------------------------- | ---------- | ------ |
| 2010 | Favorite Breakout Music Artist | Demi Lovato                         | Nominiert  | [ 84 ] |
| 2011 | Favorite TV Guest Star         | Grey’s Anatomy                      | Gewonnen   | [ 85 ] |
| 2012 | Favorite Pop Artist            | Demi Lovato                         | Gewonnen   | [ 86 ] |
| 2013 | Favorite Celebrity Judge       | The X Factor                        | Gewonnen   | [ 87 ] |
| 2013 | Favorite Pop Artist            | Demi Lovato                         | Nominiert  | [ 87 ] |
| 2013 | Favorite Music Fan Following   | Lovatics                            | Nominiert  | [ 87 ] |
| 2014 | Favorite Music Fan Following   | Lovatics                            | Gewonnen   | [ 88 ] |
| 2014 | Favorite Music Video           | Heart Attack                        | Nominiert  | [ 88 ] |
| 2014 | Favorite Female Artist         | Demi Lovato                         | Gewonnen   | [ 88 ] |
| 2014 | Favorite Pop Artist            | Demi Lovato                         | Nominiert  | [ 88 ] |
| 2016 | Favorite Female Artist         | Demi Lovato                         | Nominiert  | [ 89 ] |
| 2016 | Favorite Pop Artist            | Demi Lovato                         | Nominiert  | [ 89 ] |
| 2021 | The Pop Special of 2021        | Demi Lovato: Dancing with the Devil | Ausstehend | [ 90 ] |

## Realscreen Awards
| Jahr | Kategorie                   | für                             | Resultat  | Ref    |
| ---- | --------------------------- | ------------------------------- | --------- | ------ |
| 2019 | Non-Fiction: Arts & Culture | Demi Lovato: Simply Complicated | Nominiert | [ 91 ] |

## Remix Awards
| Jahr | Kategorie    | für                           | Resultat | Ref    |
| ---- | ------------ | ----------------------------- | -------- | ------ |
| 2018 | Best Bootleg | No Promises (mit Cheat Codes) | Gewonnen | [ 92 ] |

## Radio Disney Music Awards
| Jahr | Kategorie                | für                                | Resultat  | Ref    |
| ---- | ------------------------ | ---------------------------------- | --------- | ------ |
| 2014 | Best Female Artist       | Demi Lovato                        | Gewonnen  | [ 93 ] |
| 2014 | Best Roadtrip Song       | Made in the USA                    | Gewonnen  | [ 93 ] |
| 2015 | Best Breakup Song        | Really Don’t Care (mit Cher Lloyd) | Nominiert | [ 94 ] |
| 2015 | Best Collaboration       | Really Don’t Care (mit Cher Lloyd) | Gewonnen  | [ 94 ] |
| 2016 | Best Anthem              | Confident                          | Nominiert | [ 95 ] |
| 2017 | Favorite Tour            | Future Now Tour (mit Nick Jonas)   | Nominiert | [ 96 ] |
| 2018 | Best Collaboration       | No Promises (mit Cheat Codes)      | Nominiert | [ 97 ] |
| 2018 | Best Song To Lip Sync To | Sorry Not Sorry                    | Nominiert | [ 97 ] |

## Shorty Awards
| Jahr | Kategorie                   | für         | Resultat  | Ref     |
| ---- | --------------------------- | ----------- | --------- | ------- |
| 2012 | Best Singer in Social Media | Demi Lovato | Gewonnen  | [ 98 ]  |
| 2012 | Music                       | Demi Lovato | Nominiert | [ 98 ]  |
| 2012 | Actress                     | Demi Lovato | Nominiert | [ 98 ]  |
| 2012 | Celebrity                   | Demi Lovato | Nominiert | [ 98 ]  |
| 2013 | Music                       | Demi Lovato | Gewonnen  | [ 99 ]  |
| 2015 | Singer                      | Demi Lovato | Nominiert | [ 100 ] |
| 2016 | Singer                      | Demi Lovato | Nominiert | [ 101 ] |
| 2020 | Celebrity                   | Demi Lovato | Nominiert | [ 102 ] |

## Swiss Music Awards
| Jahr | Kategorie                | für                              | Resultat |
| ---- | ------------------------ | -------------------------------- | -------- |
| 2019 | Best Hit – International | Échame la culpa (mit Luis Fonsi) | Gewonnen |

## Teen Choice Awards
| Jahr | Kategorie                           | für                                    | Resultat  | Ref     |
| ---- | ----------------------------------- | -------------------------------------- | --------- | ------- |
| 2009 | Choice TV: Female Breakout Star     | Sonny Munroe                           | Gewonnen  | [ 104 ] |
| 2009 | Choice Red Carpet Icon: Female      | Demi Lovato                            | Nominiert | [ 104 ] |
| 2009 | Choice Summer TV Star – Female      | Prinzessinnen Schutzprogramm           | Nominiert | [ 104 ] |
| 2009 | Choice Music – Tour                 | Summer Tour 2009 (mit David Archuleta) | Gewonnen  | [ 104 ] |
| 2010 | Choice Love Song                    | Catch Me                               | Nominiert | [ 105 ] |
| 2010 | Album Pop                           | Here We Go Again                       | Nominiert | [ 105 ] |
| 2010 | Actress Comedy                      | Sonny Munroe                           | Nominiert | [ 105 ] |
| 2010 | Choice Breakout Star: Female        | Demi Lovato                            | Nominiert | [ 105 ] |
| 2010 | Hook Up                             | We’ll Be a Dream (mit We the Kings)    | Nominiert | [ 105 ] |
| 2011 | Choice TV Actress – Comedy          | Sonny Munroe                           | Nominiert | [ 106 ] |
| 2011 | Choice Twit                         | Demi Lovato                            | Nominiert | [ 106 ] |
| 2011 | Choice Summer Music Star – Female   | Demi Lovato                            | Nominiert | [ 106 ] |
| 2011 | Acuvue Inspire Award                | Demi Lovato                            | Gewonnen  | [ 106 ] |
| 2011 | Choice Summer Song                  | Skyscraper                             | Gewonnen  | [ 106 ] |
| 2012 | Choice Love Song                    | Give Your Heart a Break                | Nominiert | [ 107 ] |
| 2012 | Choice Summer Song                  | Give Your Heart a Break                | Nominiert | [ 107 ] |
| 2012 | Choice Twit                         | Demi Lovato                            | Gewonnen  | [ 107 ] |
| 2012 | Choice Summer Music Star: Female    | Demi Lovato                            | Gewonnen  | [ 107 ] |
| 2013 | Choice Music Single: Female Artist  | Heart Attack                           | Gewonnen  | [ 108 ] |
| 2013 | Choice Female Artist                | Demi Lovato                            | Gewonnen  | [ 108 ] |
| 2013 | Choice Female Hottie                | Demi Lovato                            | Nominiert | [ 108 ] |
| 2013 | Choice Style Icon                   | Demi Lovato                            | Gewonnen  | [ 108 ] |
| 2013 | Choice Smile                        | Demi Lovato                            | Nominiert | [ 108 ] |
| 2013 | Choice TV: Female Personality       | The X Factor                           | Gewonnen  | [ 108 ] |
| 2014 | Choice Summer Female Artist         | Demi Lovato                            | Gewonnen  | [ 109 ] |
| 2014 | Choice Smile                        | Demi Lovato                            | Nominiert | [ 109 ] |
| 2014 | Choice Twit                         | Demi Lovato                            | Nominiert | [ 109 ] |
| 2014 | Choice Fanatic Fans                 | Lovatics                               | Nominiert | [ 109 ] |
| 2014 | Choice Summer Song                  | Really Don’t Care (mit Cher Lloyd)     | Gewonnen  | [ 109 ] |
| 2014 | Choice Break Up Song                | Really Don’t Care (mit Cher Lloyd)     | Nominiert | [ 109 ] |
| 2014 | Choice Love Song                    | Somebody to You (mit The Vamps)        | Nominiert | [ 109 ] |
| 2015 | Choice Female Artist                | Demi Lovato                            | Gewonnen  | [ 110 ] |
| 2015 | Choice Summer Music Star: Female    | Demi Lovato                            | Nominiert | [ 110 ] |
| 2015 | Choice Summer Song                  | Cool for the Summer                    | Nominiert | [ 110 ] |
| 2015 | Choice Fandom                       | Lovatics                               | Nominiert | [ 110 ] |
| 2016 | Choice Female Artist                | Demi Lovato                            | Nominiert | [ 111 ] |
| 2016 | Choice Female Hottie                | Demi Lovato                            | Nominiert | [ 111 ] |
| 2016 | Choice Summer Music Star: Female    | Demi Lovato                            | Nominiert | [ 111 ] |
| 2016 | Choice Song: Female Artist          | Confident                              | Nominiert | [ 111 ] |
| 2016 | Choice Summer Tour                  | Future Now Tour (mit Nick Jonas)       | Nominiert | [ 111 ] |
| 2016 | Choice Song from a Movie or TV Show | I Will Survive                         | Nominiert | [ 111 ] |
| 2016 | Choice Break Up Song                | Stone Cold                             | Nominiert | [ 111 ] |
| 2016 | Choice Country Song                 | Without a Fight (mit Brad Paisley)     | Gewonnen  | [ 111 ] |
| 2017 | Choice Music Collaboration          | No Promises (mit Cheat Codes)          | Nominiert | [ 112 ] |
| 2018 | Choice Female Artist                | Demi Lovato                            | Nominiert | [ 113 ] |
| 2018 | Choice Snapchatter                  | Demi Lovato                            | Nominiert | [ 113 ] |
| 2018 | Choice Latin Song                   | Échame la culpa (mit Luis Fonsi)       | Nominiert | [ 113 ] |
| 2018 | Choice Electronic Song              | Solo (mit Clean Bandit)                | Nominiert | [ 113 ] |
| 2018 | Choice Song: Female Artist          | Sorry Not Sorry                        | Nominiert | [ 113 ] |

## Telehit Awards
| Jahr | Kategorie             | für         | Resultat  |
| ---- | --------------------- | ----------- | --------- |
| 2013 | Best Female Pop Album | Demi        | Nominiert |
| 2015 | Best Female Artist    | Demi Lovato | Nominiert |
| 2017 | Best Female Artist    | Demi Lovato | Gewonnen  |

## Tudo Information Awards
| Jahr | Kategorie                   | für                       | Resultat  |
| ---- | --------------------------- | ------------------------- | --------- |
| 2018 | International Female Artist | Demi Lovato               | Nominiert |
| 2020 | Video of the Year           | I’m Ready (mit Sam Smith) | Nominiert |
| 2020 | International Fandom        | Lovatics                  | Nominiert |

## unite4:humanity
| Jahr | Kategorie            | für         | Resultat |
| ---- | -------------------- | ----------- | -------- |
| 2014 | Young Luminary Award | Demi Lovato | Gewonnen |

## Webby Awards
| Jahr | Kategorie                                   | für                              | Resultat  |
| ---- | ------------------------------------------- | -------------------------------- | --------- |
| 2016 | The YouTube Ad That Puts Stars In Your Eyes | Undercover Lyft with Demi Lovato | Nominiert |

## World Music Awards
| Jahr | Kategorie                            | für          | Resultat  |
| ---- | ------------------------------------ | ------------ | --------- |
| 2014 | World’s Best Album                   | Demi         | Nominiert |
| 2014 | World’s Best Video                   | Heart Attack | Nominiert |
| 2014 | World’s Best Song                    | Heart Attack | Nominiert |
| 2014 | World’s Best Female Artist           | Demi Lovato  | Nominiert |
| 2014 | World’s Best Live Act                | Demi Lovato  | Nominiert |
| 2014 | World’s Best Entertainer of the Year | Demi Lovato  | Nominiert |

## Young Artist Awards
| Jahr | Kategorie                                                                      | für                                         | Resultat  |
| ---- | ------------------------------------------------------------------------------ | ------------------------------------------- | --------- |
| 2009 | Best Performance in a TV Movie – Leading Young Actress                         | Demi Lovato in Camp Rock                    | Nominiert |
| 2010 | Best Performance in a TV Movie, Miniseries, or Special – Leading Young Actress | Demi Lovato in Prinzessinnen Schutzprogramm | Nominiert |

## Young Hollywood Awards
| Jahr | Kategorie                    | für                                | Resultat  |
| ---- | ---------------------------- | ---------------------------------- | --------- |
| 2014 | Hottest Music Artist         | Demi Lovato                        | Nominiert |
| 2014 | Song of the Summer/DJ Replay | Really Don’t Care (mit Cher Lloyd) | Nominiert |

## YouTube Music Awards
| Jahr | Kategorie         | für          | Resultat  |
| ---- | ----------------- | ------------ | --------- |
| 2013 | Video of the Year | Heart Attack | Nominiert |